# Melitó de Canterbury
Mel·lit o Mel·lit de Canterbury, també anomenat Mel·litó, o Mellitus (mort el 24 d'abril del 624) va ser el primer bisbe de Londres, el tercer arquebisbe de Canterbury i un dels membres de la missió gregoriana enviada a Anglaterra per convertir els anglosaxons. Des de la seva mort l'any 624, Mel·lit va ser venerat com a sant.
Va arribar al 601 amb un grup de clergues enviats per augmentar la missió, i va ser consagrat com a bisbe de Londres l'any 604. Mel·lit va ser el destinatari d'una famosa carta del papa Gregori el Gran coneguda com a Epístola a Mel·lit, preservada en una obra posterior del cronista medieval Beda, que suggereix que la conversió dels anglosaxons havia d'emprendre gradualment i integrar els costums i rituals pagans. L'any 610, Mel·lit va tornar a Itàlia per assistir a un consell de bisbes, i va tornar a Anglaterra amb un carregament de cartes papals per alguns dels missioners.
Mel·lit va ser obligat a exiliar-se de Londres pels successors pagans del seu mecenes, el rei Sæberht d'Essex, després de la mort d'aquest cap a l'any 616. L'altre mecenes de Sant Mel·lit, el rei Æthelberht de Kent, va morir al voltant de les mateixes dates, el que el va obligar a buscar refugi a la Gàl·lia. Mel·lit va tornar a Anglaterra l'any següent, després que el successor d'Etelbert (Æthelberht) es convertís al cristianisme, però no va poder tornar a Londres, ja que els seus habitants seguien essent pagans. Mel·lit va ser consagrat com a arquebisbe de Canterbury l'any 619. Durant el seu exercici, presumptament, va salvar la catedral i gran part de la ciutat, de manera miraculosa, d'un incendi.

## Primers anys
El cronista Beda descriu Mel·lit com a persona de nobles orígens. En les seves cartes, el papa Gregori el Gran es referia a ell com a abat, però no queda clar si ho havia estat en el passat, en un monestir romà, o si es tractava d'un rang que li havia estat atorgat per facilitar el seu viatge a Anglaterra en convertir-lo en líder de l'expedició. El registre papal, llistat de les cartes enviades pels papas, el descriu com a "abat a França" al resum de la correspondència, però la mateixa carta només diu "abat". La primera vegada que s'esmenta Mel·lit històricament és en les cartes de Gregori, de manera que no se'n sap més sobre el seu passat. Sembla probable que era nadiu d'Itàlia, com tots els altres bisbes consagrats per Agustí.

## Viatge a Anglaterra
El papa Gregori va enviar Mel·lit a Anglaterra el juny de l'any 601, en resposta a una petició d'Agustí, primer arquebisbe de Canterbury. Aquest necessitava que més clergues s'unissin a la missió gregoriana, llavors evangelitzant al regne de Kent, governat per Etelbert. Els nous missioners van portar un regal en forma de llibres i "totes les coses necessàries per a l'adoració i el ministeri de l'Església". Un cronista de Canterbury, Thomas d'Elmham, va assegurar al segle xv que a Canterbury es conservaven encara llibres dels portats d'Anglaterra per aquest segon grup, encara que no va assenyalar quins. Amb la carta per a Agustí, els missioners van portar una carta per a Etelbert, instant el rei a comportar-se com l'emperador romà Constantí I el Gran i forçant la conversió dels seus súbdits al cristianisme. També se li animava a destruir tots els santuaris pagans.
L'historiador Ian Wood va suggerir que el viatge de Mel·lit a través de la Gàl·lia va poder passar pels bisbats de Viena del Delfinat, Arle, Lió, Toló, Marsella, Metz, París i Rouen, com evidencien les cartes que Gregori va enviar a aquests bisbes demanant el seu suport per a la companyia de Mel·lit. Gregori també va escriure als reis francs Clotari II, Teodoric II de Borgonya i Austràsia i Teodobert II, i també a Brunequilda, àvia regent de Teodebert i Teoderic. Wood creu que aquesta crida general a la reialesa i l'episcopat francs va ser un intent d'assegurar un major suport a la missió gregoriana. Durant el seu viatge, Sant Mel·lit va rebre una carta de Gregori autoritzant Agustí a convertir els temples pagans en esglésies cristianes, i a convertir els sacrificis d'animals pagans en festes cristianes per facilitar la transició al cristianisme. La carta de Gregori marca un canvi en l'estratègia missionera, i va ser posteriorment inclosa en la Història ecclesiastica gentis Anglorum de Beda. Coneguda com a Epistola ad Mellitum, entra en conflicte amb la carta enviada a Etelbert, i l'historiador R. A. Markus ho interpreta com un punt decisiu en la història missionera, ja que la conversió forçosa va donar pas a la persuasió. La perspectiva tradicional que la Epistola representa una contradicció amb la carta a Etelbert, ha estat qüestionada per l'historiador i teòleg George Demacopoulos, qui argumenta que la carta a Etelbert buscava principalment animar el rei en temes espirituals, mentre que la Epistola va ser enviada per explicar assumptes purament materials, de manera que cap de les dues entra en contradicció amb l'altra.

## Bisbe de Londres
La data exacta de l'arribada de Mel·lit i el seu grup a Anglaterra es desconeix, però sens dubte ja es trobava al país l'any 604, quan Agustí el va consagrar com a bisbe, a la província dels saxons orientals, convertint-lo en el primer bisbe de Londres (Londres n'era la capital). La ciutat era una elecció lògica per a un nou bisbat, ja que era el centre de la xarxa de camins del sud i una antiga ciutat romana, i molts dels esforços de la missió gregoriana se centraven en llocs com aquest. Abans de la seva consagració, Mel·lit va batejar Saebert, nebot d'Etelbert, que posteriorment va autoritzar l'establiment del bisbat. L'església episcopal construïda a Londres probablement va ser fundada per Etelbert, no per Saebert. Beda diu que Etelbert va atorgar terres per donar suport al nou episcopat, en una carta que intentava fer-se passar per una concessió de terres d'Etelbert a Mel·lit, però que és una falsificació posterior.

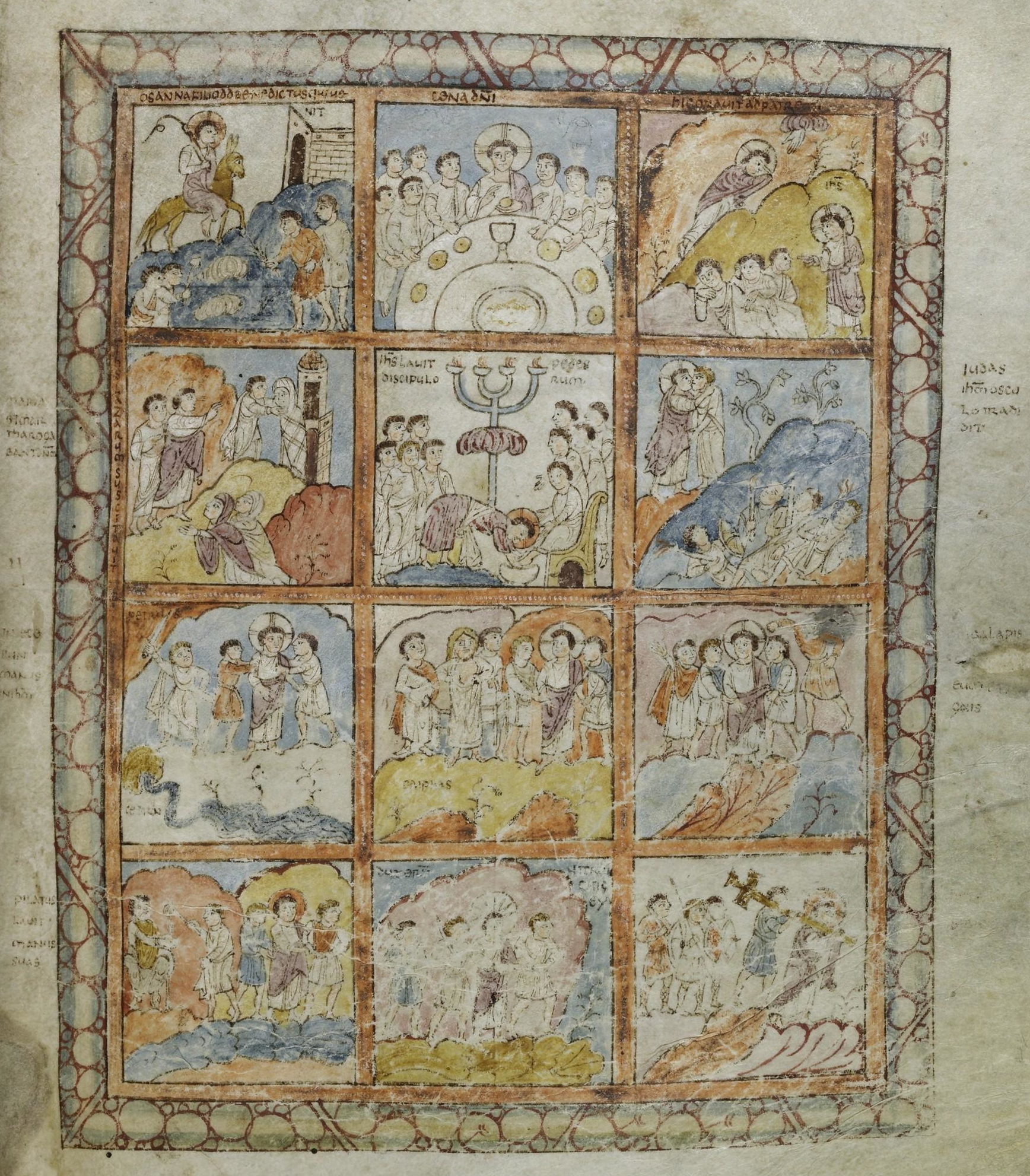
Escenes de la Passió dels evangelis de Sant Agustí (c. segle VI), possiblement portats per Mel·lit a Anglaterra.

Gregori havia disposat que Londres es convertís en l'arquebisbat del sud de l'illa, però Agustí mai no va traslladar la seu episcopal a Londres; en el seu lloc va consagrar Mel·lit com a bisbe depenent de Canterbury.  Després de la mort d'Agustí el 604, Canterbury va continuar sent la seu de l'arquebisbat i Londres va romandre com a bisbat. És possible que el rei de Kent no desitgés que s'exercís una major autoritat episcopal fora del seu propi regne.
Sant Mel·lit va assistir a un consell de bisbes a Itàlia el febrer del 610, convocat pel papa Bonifaci IV. L'historiador N. J. Higham creu que una de les raons de la seva presència podria haver estat l'intent d'establir la independència de l'església anglesa respecte a la francesa. Bonifaci va fer que Sant Mel·lit portés dues cartes papals a Anglaterra, una per a Etelbert i la seva gent, i una altra per a Llorenç, l'arquebisbe de Canterbury. També va portar els decrets del sínode a Anglaterra. No han sobreviscut les cartes o documents originals d'aquest sínode, encara que alguns van ser falsificats en les dècades del 1060 i 1070 aproximadament, en Canterbury. Durant el seu període com a bisbe, Sant Mel·lit va signar al costat de Just, el bisbe de Rochester (Kent), una carta escrita per Llorenç als bisbes celtes encoratjant l'església celta a adoptar el mètode romà per calcular la data de la Pasqua.
Tant Etelbert com Saebert van morir cap a l'any 616 o 618, provocant una crisi en la missió. Cap dels tres fills de Saebert s'havia convertit al cristianisme i van obligar Sant Mel·lit a marxar de Londres. Beda deia que Sant Mel·lit va ser obligat a exiliar-se perquè va rebutjar la petició que van fer-li els tres prínceps per tastar, sense haver estat batejats, l'hòstia consagrada.  És impossible determinar a partir de la cronologia de Beda si això va succeir immediatament després de la mort de Saebert o més tard, ja que Beda narra dos esdeveniments en el mateix capítol però no proporciona un marc de temps exacte ni el temps transcorregut entre tots dos. L'historiador N. J. Higham connecta aquest fet amb un canvi en la "supervisió reial", del cristià celta Etelbert al pagà anglo-oriental Raedwald; Higham creu que això va succeir després de la mort d'Etelbert. Sosté que els fills de Saebert van allunyar Sant Mel·lit de Londres perquè havien passat d'una supervisió celta a una anglo-oriental i, per tant, ja no necessitaven mantenir Mel·lit, relacionat amb el regne de Kent, en el seu càrrec.
Sant Mel·lit va fugir primer a Canterbury, però Eadbald, successor d'Etelbert, també era pagà, de manera que Mel·lit, acompanyat de Just, es va refugiar en la Gàl·lia. Després d'haver aconseguit convertir Eadbald, Llorenç va ordenar Mel·lit que tornés a la Gran Bretanya. Es desconeix el temps total de l'exili de Sant Mel·lit. Segons Beda, va ser un any, però va poder ser més temps. No obstant això, Sant Mel·lit no va tornar a Londres, perquè els saxons orientals romanien pagans. Tot i que Sant Mel·lit va fugir, no sembla haver hagut cap persecució seriosa dels cristians del regne saxó oriental. Les terres saxones orientals no van ser ocupades de nou fins que Cedd va ser consagrat com a bisbe l'any 654 aproximadament.

## Arquebisbat i mort
Sant Mel·lit va succeir Llorenç com a tercer arquebisbe de Canterbury després de la mort d'aquest últim l'any 619. Durant el seu exercici com a arquebisbe, es diu que Sant Mel·lit va fer un miracle el 623, quan va desviar un incendi iniciat a Canterbury que amenaçava l'església. Va ordenar que els seus servents el portessin cap a les flames, i tot i que es trobava molt feble, va resar perquè s'aturés el perill: el vent va canviar de direcció i l'edifici se salvà. Beda va lloar la ment clara de Sant Mel·lit, però a part del suposat miracle, amb prou feines, no va passar res digne de menció durant el seu temps d'arquebisbat. Beda també esmenta que Mel·lit patia gota.
Sant Bonifaci va escriure a Sant Mel·lit animant-lo en la seva missió, potser impulsat pel matrimoni d'Etelburga de Kent amb el rei Edwin de Northumbria. S'ignora si Mel·lit va rebre el pal·li, símbol de l'autoritat de l'arquebisbe, per part del papa. Mel·lit va morir el 24 d'abril de l'any 624, i va ser enterrat a l'abadia de Sant Agustí de Canterbury aquell mateix dia.

## Veneració
Va ser venerat com a sant després de la seva mort, i se li va atorgar un dia festiu, el 24 d'abril. El 1120 seguia essent venerat a Sant Agustí, al costat d'altres sants locals. També hi havia un cenotafi dedicat a ell en l'Antiga Catedral de Sant Pau de Londres.
Poc després de la invasió Normanda d'Anglaterra, Goscelin va escriure la vida de Mel·lit, la primera biografia de les moltes que van aparèixer en aquella època, però cap conté informació no inclosa en els treballs anteriors de Beda. No obstant això, sí que assenyalen que les persones que patien de gota eren encoratjades a resar a la tomba. Goscelin assenyala que el sepulcre de Sant Mel·lit flanquejava el d'Agustí, al costat del de Llorenç, al presbiteri. L'abadia fou destruïda al segle xvi i les tombes desaparegueren. La seva ubicació exacta es va determinar finalment l'any 1916 a les ruïnes de l'abadia.